# Ботени (Дамбовица)
Ботени (рум. Boteni) насеље је у Румунији у округу Дамбовица у општини Концешти. Oпштина се налази на надморској висини од 154 m.

## Становништво
Према подацима из 2002. године у насељу је живело 1059 становника, од којих су сви румунске националности.